# Barmen

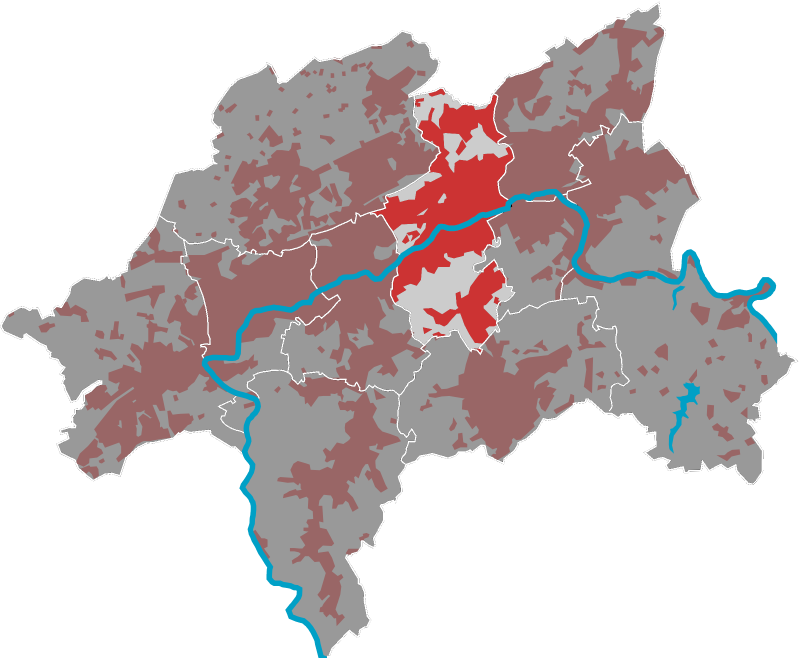
Barmen (distrito)

Barmen é um distrito da cidade de Wuppertal, na land de Renânia do Norte-Vestfália, Alemanha.
Em Barmen nasceu o Filósofo Friedrich Engels.

## História
Sua origem provém da união de vários lugares e povos da região ao redor. 
Seu principal sitio era Gemarke.
Em 1808 foi convertido oficialmente em cidade.
Teria a seu cargo outras cidades: a cidade de Gemarke, a aldeia de Wupperfeld (desde 1780), mais os povos de Heckinghausen, Rittershausen, Wichlinghausen, e cortijo de Karnap e 58 outros lugares mais pequenos com os quais formaram um distrito.
Em 1929 passou a fazer parte da cidade de Wuppertal con os municípios de Elberfeld, Vohwinkel, Ronsdorf, Cronenberg, Langerfeld e Beyenburg.